# Hamadi Khouini
Pour les articles homonymes, voir Khouini.
Hamadi Khouini, né le 21 mai 1943 à Nianou et mort le 15 juin 1993 à New York, est un footballeur et diplomate tunisien.

## Biographie
Il évolue durant toute sa carrière au poste de défenseur au sein du Club africain. Durant l'été 1965, devenu bachelier, il part à Paris pour poursuivre des études supérieures d'interprétariat. En 1969, il retourne à Tunis et revient au Club africain comme dirigeant, où il peut exercer une activité exaltante mais exigeante, suivant ainsi les premiers pas de son frère Moncef Khouini chez les seniors.
Sa carrière professionnelle l'éloigne toutefois du club, lui permettant cependant plus d'implication lorsqu'il se retrouve nommé gouverneur de Sousse, d'avril 1980 à mars 1983, puis gouverneur de Tunis à deux reprises, de mars 1983 à décembre 1986 et d'août 1989 à octobre 1990. Khouini s'illustre ensuite dans la diplomatie en tant que vice-président de l'Assemblée générale des Nations unies en 1991 et ambassadeur à Londres puis à Washington. Le jour de la présentation de ses lettres de créance au président cubain Fidel Castro, il découvre qu'il est atteint d'une grave maladie. Il lutte de toutes ses forces pour retarder l'échéance fatale mais meurt, le 15 juin 1993, à New York, laissant l'image d'un footballeur respecté, d'un dirigeant dévoué et d'un grand commis de l'État.
Il est marié et père de deux enfants.

## Carrière
- 1961-1965 : Club africain (Tunisie)[2]

## Palmarès
- Championnat de Tunisie (1)
  - Champion : 1964
- Coupe de Tunisie (1)
  - Vainqueur : 1965

## Sélections
- 1 match international[2]